# صبغة أورامين رومدامين

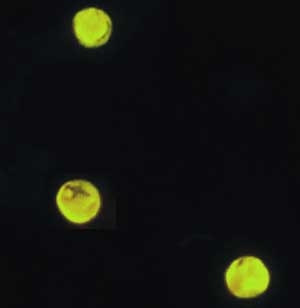
Oocysts of [صبغة اورايمن رودامين للطفيل كريبتوسبوريديم

صبغة اورامين رودامين  تعتبر طريقة نسيجية تستخدم لفحص بكتيريا صامدة للحمض باستخدام المجهر وتحديدًا المتفطرة. الكائنات الصامدة للحمض يظهر ضوء أحمر مصفر. صبغة اورامين رودامين ليست مختصة للكائنات الصامدة للحمض كصبغة الزلنيلس.
صبغة اورامين رودامين مكونة من اورامين O ورودامين.